# Rhyacophila namgyal
Rhyacophila namgyal är en nattsländeart som beskrevs av Schmid 1970. Rhyacophila namgyal ingår i släktet Rhyacophila och familjen rovnattsländor. Inga underarter finns listade i Catalogue of Life.